# 舩橋京汰
舩橋 京汰（ふなはし きょうた、2005年7月31日 - ）は三重県出身のサッカー選手。愛媛FC所属。ポジションはフォワード(FW) 。

## 経歴
地元の三重県のサッカーチームでプレー。高校進学と同時にJリーグ・ジュビロ磐田の下部組織に加入。2022年には、元日本代表で森保JAPANのコーチ 前田遼一(ジュビロOB)の下プレーする。2023年シーズン、ジュビロ磐田の2種登録メンバーとしてカップ戦3試合に出場。また、天皇杯にも1試合出場し、1得点あげている。
2024年シーズンからJリーグ・愛媛FCへ加入が内定した。

## 所属クラブ
- 東員SC
- TSV1973四日市U-15
- ジュビロ磐田U-18(磐田東高等学校)
  - 2023年 ジュビロ磐田(2種登録選手)
- 2024年 - 愛媛FC

## 個人成績
| 国内大会個人成績 | 国内大会個人成績 | 国内大会個人成績 | 国内大会個人成績 | 国内大会個人成績 | 国内大会個人成績 | 国内大会個人成績 | 国内大会個人成績 | 国内大会個人成績 | 国内大会個人成績 | 国内大会個人成績 | 国内大会個人成績 |
| 年度             | クラブ           | 背番号           | リーグ           | リーグ戦         | リーグ戦         | リーグ杯         | リーグ杯         | オープン杯       | オープン杯       | 期間通算         | 期間通算         |
| 年度             | クラブ           | 背番号           | リーグ           | 出場             | 得点             | 出場             | 得点             | 出場             | 得点             | 出場             | 得点             |
| 日本             | 日本             | 日本             | 日本             | リーグ戦         | リーグ戦         | リーグ杯         | リーグ杯         | 天皇杯           | 天皇杯           | 期間通算         | 期間通算         |
| ---------------- | ---------------- | ---------------- | ---------------- | ---------------- | ---------------- | ---------------- | ---------------- | ---------------- | ---------------- | ---------------- | ---------------- |
| 2023             | 磐田             | 47               | J2               | 0                | 0                | 3                | 0                | 1                | 1                | 4                | 1                |
| 2024             | 愛媛             | 27               | J2               | 13               | 0                | 1                | 1                | 3                | 3                | 17               | 4                |
| 2025             | 愛媛             | 27               | J2               |                  |                  |                  |                  |                  |                  |                  |                  |
| 通算             | 日本             | 日本             | J2               | 13               | 0                | 4                | 1                | 4                | 4                | 21               | 5                |
| 総通算           | 総通算           | 総通算           | 総通算           | 13               | 0                | 4                | 1                | 4                | 4                | 21               | 5                |

- 2023年は2種登録選手として出場。

出場歴
- 公式戦初出場：2023年4月5日 YBCルヴァンカップGS サガン鳥栖戦（ヤマハスタジアム）
- Jリーグ初出場：2024年3月10日 J2第3節 ロアッソ熊本戦（ニンジニアスタジアム）

## 代表
- 2023年 - U-18日本代表（スペイン遠征）[4]
- 2024年 - U-19日本代表[5]